# Кройтор, Люда
Люда Кройтор (англ. Luda Kroitor; род. 14 июня 1982, Сороки, Молдавская ССР, СССР) — австралийская танцовщица, пятикратная чемпионка мира по сальсе, победительница австралийского шоу «Танцы со звёздами» (2008).
Люда Кройтор родилась в Сороках в семье преподавателя дирижирования и управления оркестром народных инструментов городского училища культурно-просветительных работников Розалии Михайловны Кройтор-Шамис.  Училась во 2-й сорокской средней школе и одновременно обучалась игре на фортепиано. В 1992 году семья переехала в Австралию и поселилась в Сиднее, где Люда стала танцевать в паре с чилийским танцором Оливером Пинедой. Училась в сиднейской еврейской школе Эмануэль (англ.).
С 2001 года пара Кройтор—Пинеда пять раз выигрывали чемпионат мира по танцу сальса. Л. Кройтор также победительница чемпионатов Австралии по бальным танцам в других категориях. Последние пять сезонов работает в телевизионном шоу «Танцы со звёздами», где выступала с Константином Цзю (второе место), Люком Джейкобзом (англ., первое место, 2008) и Линкольном Льюисом.